# Bruder
A Bruder é uma empresa alemã fabricante de brinquedos fundada em 1926 na cidade de Fürth, notória por sua linha de miniaturas de veículos. No Brasil, cópias de algumas linhas foram lançadas ao longa da década de 1980 pela Estrela (linha "Mini Frota"), Gulliver (linha "Big Frota")e pela Brasilflex (linha "Naves Espaciais").